# Panzerbär

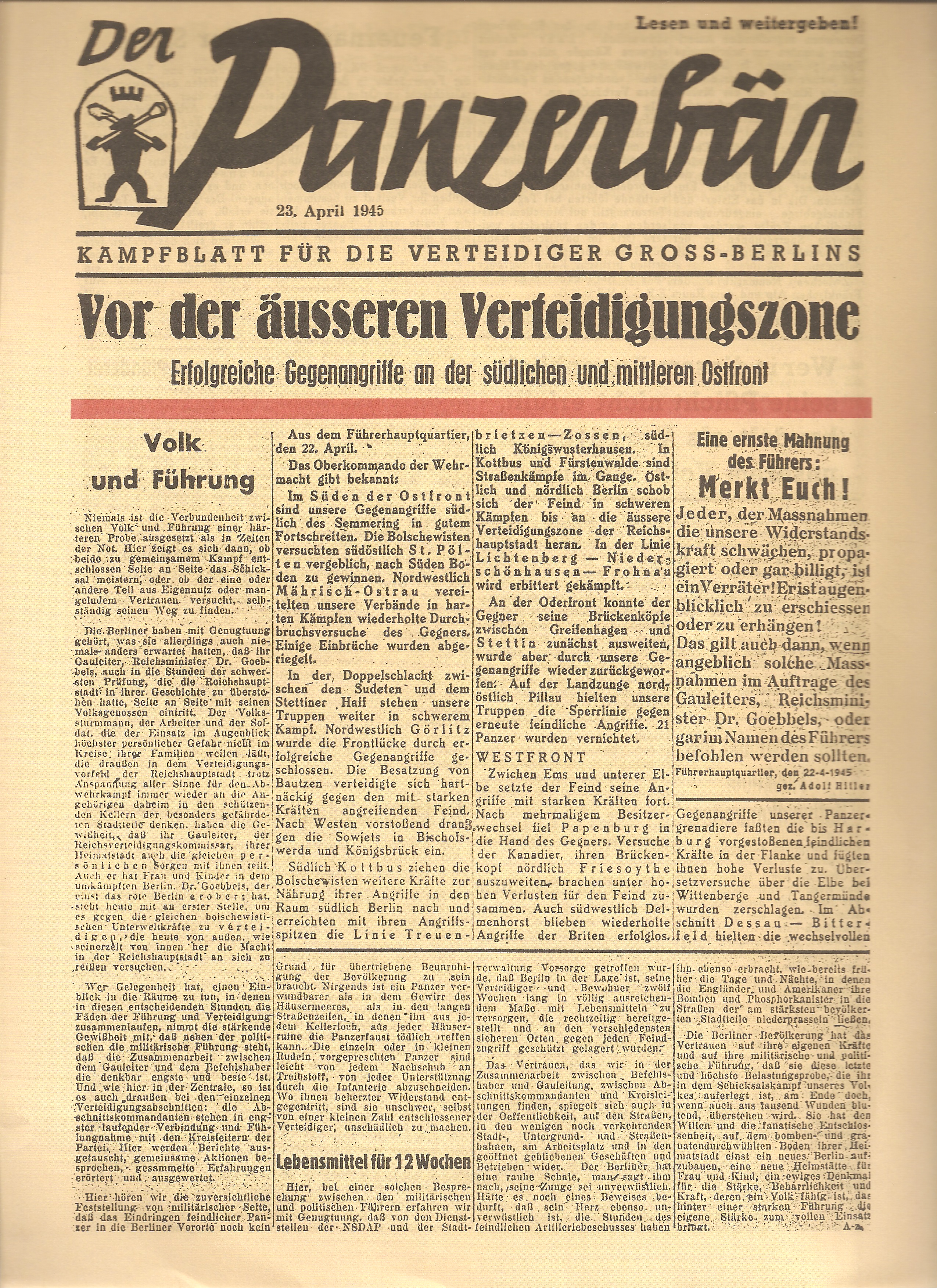
Титульный лист издания от 23 апреля 1945 г.

Der Panzerbär — Kampfblatt für die Verteidiger Gross-Berlins («Бронированный медведь — боевой листок защитников Большого Берлина») — ежедневная немецкая газета-таблоид, выходившая в Берлине в последние дни военных действий в Европе во Второй мировой войне.

## История
Выпускалась издательством Ullstein-Verlag. Вышла всего семь раз с 23 по 29 апреля 1945 года. Логотипом газеты был медведь, взятый с герба Берлина, держащий на одном плече противотанковый гранатомёт Panzerfaust, а на другом — скрещенную с ним лопату. Газета освещала в духе нацистской пропаганды борьбу за город против наступающей Красной армии.

## Исторический контекст
Газета была одной из последних попыток Геббельса распространять пропаганду среди населения Берлина. Газета была пропитана уверенностью в победе и демонстративным запугиванием англичанами: «Рейх на кону — Берлин будет благодарен себе и своему прошлому», «Жизнь негритянских рабов — не наша цель». Газета признавала, что враг уже у ворот и он силён, но также давала надежду, что немецкое подкрепление уже подходит.
Военная переводчица, гвардии лейтенант Елена Каган, в своих воспоминаниях отмечает, что газету сбрасывали окружённым войскам в Берлин, так, 29 апреля она наткнулась на газету, датированную 27 апреля, с такими строчками:

Браво, берлинцы!
Берлин останется немецким! Фюрер заявил это миру, и вы, берлинцы, заботитесь о том, чтобы его слово оставалось истиной! Браво, берлинцы! Ваше поведение образцово! Дальше так же мужественно, дальше так же упорно, без пощады и снисхождений, и тогда разобьются о вас штурмовые волны большевиков… Вы выстоите, берлинцы, подмога движется!— 
В этот момент Геббельс был возможно единственным из окружения Гитлера, кто верил, что фюрер придумает что-то такое, что спасёт Берлин и нацистскую Германию, когда всё окружение Гитлера уже строило планы по продолжению рейха без фюрера и видело себя в роли руководителей страны. Боевой листок был последней попыткой создать видимость приближающейся скорой подмоги.